# Winklerella dichotoma
Espèce
Statut de conservation UICN

 CR B1ab(iii)+2ab(iii) : 
En danger critique
Winklerella dichotoma Engl. est une espèce de plantes à fleurs de la famille des Podostemaceae et du genre Winklerella. C'est une plante aquatique d'eau douce endémique du Cameroun.

## Distribution

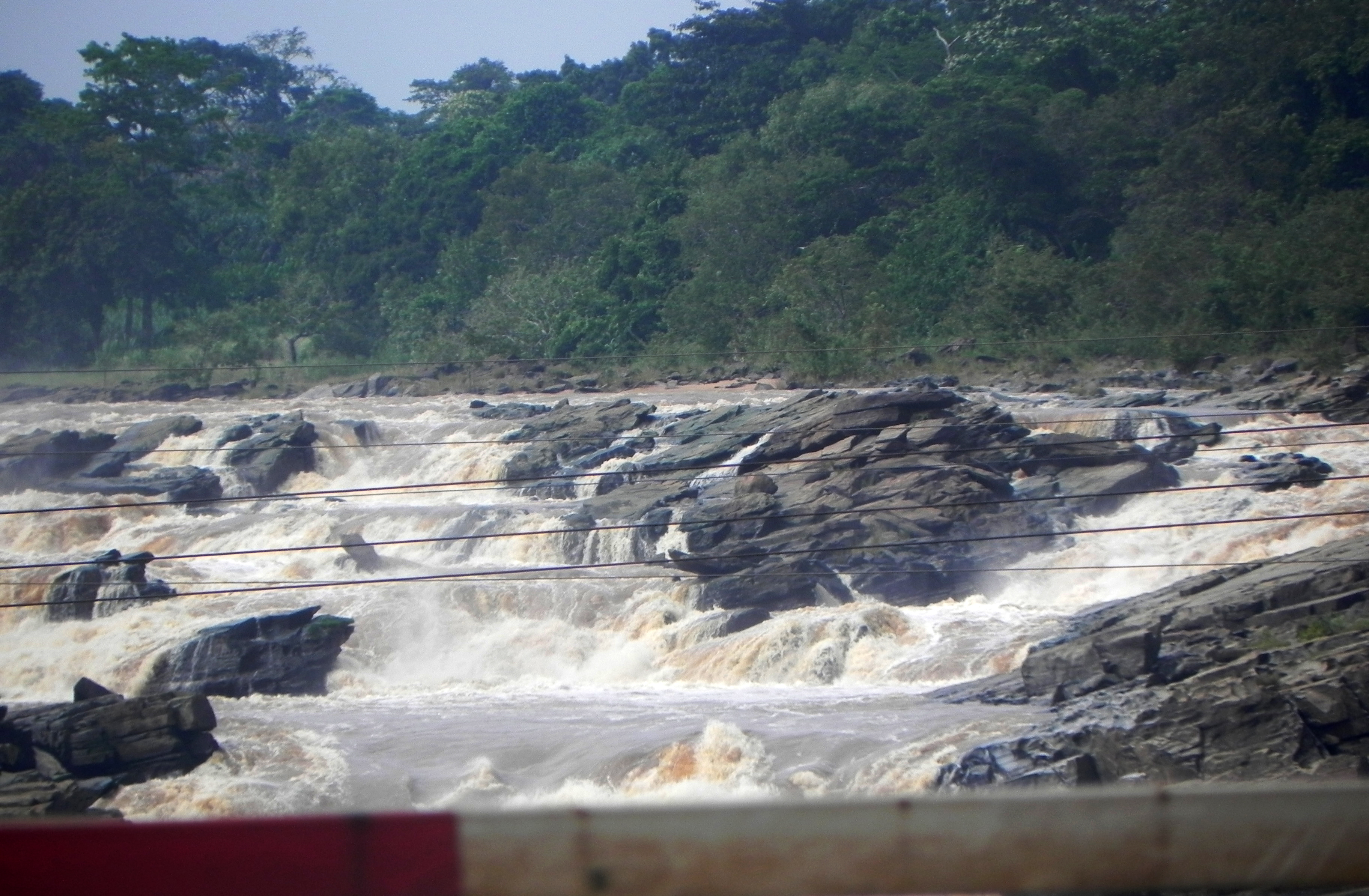
Chutes de la Sanaga.

L'espèce n'a été observée que sur un seul site, les chutes de la Sanaga à Édéa, dans la région du Littoral.

## Écologie
La construction du barrage hydroélectrique d'Édéa constitue une source d'inquiétude pour la survie de l'espèce qui est classée « en danger critique d'extinction » selon les critères de l'UICN. Des actions sont entreprises pour tenter de trouver de nouvelles implantations de Winklerella dichotoma et d'autres plantes aquatiques d'eau douce.